# The Many Sides of Gene Pitney
| Recensione | Giudizio |
| ---------- | -------- |
| AllMusic   | [ 1 ]    |

The Many Sides of Gene Pitney è il primo album discografico del cantante Pop statunitense Gene Pitney, pubblicato dall'etichetta discografica Musicor Records nel febbraio del 1962.
I brani contenuti nell'album: Town Without Pity, I Wanna Love My Life Away ed Every Breath I Take, si piazzarono nella chart (riservata ai singoli) di Billboard Hot 100 rispettivamente al #13, #39 ed al #42.

## Tracce
Lato A
1. Town Without Pity – 2:53 (Ned Washington, Dimitri Tiomkin) – Registrato (circa) nel luglio 1961 a New York
2. I Wanna Love My Life Away – 1:52 (Gene Pitney) – Registrato (circa) nel novembre 1960 al Dick Charles Recording Studio di New York
3. I Laughed so Hard I Cried – 2:18 (Aaron Schroeder, Anne Orlowski) – Registrato (circa) nel novembre 1960 al Dick Charles Recording Studio di New York
4. Dream for Sale – 2:32 (Terry Phillips, Phil Spector) – Registrato (circa) nel novembre 1961 a New York
5. Twenty Two Days – 2:54 (Gene Pitney) – Registrato (circa) nel novembre 1961 a New York
6. Today's Teardrops – 1:54 (Aaron Schroeder, Gene Pitney) – Registrato (circa) nel novembre 1961 a New York

Lato B
1. Hello Mary Lou – 2:10 (Gene Pitney) – Registrato (circa) nel novembre 1961 a New York
2. Take Me Tonight – 2:35 (Aaron Schroeder, Wally Gold, Roy Alfred) – Registrato (circa) nel novembre 1960 al Dick Charles Recording Studio di New York
3. Harmony – 1:56 (Gene Pitney) – Registrato (circa) nel novembre 1961 a New York
4. A Greater Love – 2:01 (Gene Pitney,  Aaron Schroeder) – Registrato (circa) nel novembre 1961 a New York
5. Every Breath I Take – 2:45 (Gerry Goffin, Carole King) – Registrato (circa) nel luglio 1961 a New York
6. Sure Fire Bet – 1:45 (Gene Pitney) – Registrato (circa) nel novembre 1961 a New York
7. A Chance to Belong – 2:05 (Gene Pitney) – Registrato (circa) nel novembre 1961 a New York

## Musicisti
- Gene Pitney - voce
- Altri musicisti non accreditati
- Aaron Schroeder - produttore